# Aethioppia bacilligera
Aethioppia bacilligera är en kvalsterart som först beskrevs av Balogh 1962.  Aethioppia bacilligera ingår i släktet Aethioppia och familjen Oppiidae. Inga underarter finns listade i Catalogue of Life.